# Mona Rüster
Mona Rüster (* 10. August 1901; † 13. Januar 1976) war eine deutsche Tischtennisspielerin. Sie gewann die Weltmeisterschaft einmal im Doppel und einmal mit der deutschen Damenmannschaft. Außerdem wurde sie 1931 Vizeweltmeisterin im Einzel.

## Leben
1929 nahm Mona Rüster erstmals an einer Weltmeisterschaft teil. In Budapest gewann sie zusammen mit Erika Metzger die Goldmedaille im Doppel. Dies war der erste WM-Titel für Deutschland. Im Halbfinale besiegten sie überraschend nach einem 0:2-Rückstand in Sätzen das ungarische Weltklassedoppel Mária Mednyánszky/Anna Sipos. Danach gewannen sie das Endspiel gegen das österreichische Doppel Gertrude Wildam/Fanchette Flamm.
1931 heiratete Mona Rüster und trat fortan unter dem Doppelnamen "Müller-Rüster" auf.
Bei der Weltmeisterschaft 1931 hatte Rüster es wieder mit den Ungarinnen zu tun. Im Einzel setzte sie sich gegen die Favoritin Anna Sipos durch. Im Endspiel war sie allerdings gegen Mária Mednyánszky ohne Chance; es reichte "nur" zur Vizeweltmeisterschaft.
1932 erreichte Müller-Rüster im Einzelwettbewerb das Viertelfinale, schied hier aber gegen die Ungarin Magda Gál aus. 1934 gewann sie in Paris die Goldmedaille mit der deutschen Damenmannschaft.
Mona Rüster lebte in Berlin. Mit ihrem Verein BSG Osram Berlin wurde sie 1937 und 1938 deutscher Meister, 1939 belegte man den 2. Platz.
1938 heiratete sie nochmals und hieß dann Mona Mueck.

## Erfolge
- Teilnahme an 5 Tischtennisweltmeisterschaften
  - 1929 in Budapest: Achtelfinale im Einzel, 1. Platz Doppel (mit Erika Metzger)
  - 1930 in Berlin: Viertelfinale im Einzel, Viertelfinale im Mixed
  - 1931 in Budapest: 2. Platz Einzel, 3. Platz Doppel (mit Marie Šmídová-Masáková, TCH), Viertelfinale im Mixed
  - 1932 in Prag: Viertelfinale im Einzel, Viertelfinale im Doppel
  - 1934 in Paris: 1. Platz mit Mannschaft, Viertelfinale im Doppel

- Internationale deutsche Meisterschaften
  - 1927 in Berlin: 1. Platz Mixed (mit László Bellák)
  - 1929 in Berlin: 3. Platz Einzel
  - 1930 in Hannover: 3. Platz Einzel
  - 1931 in Stettin: 2. Platz Einzel, 2. Platz Mixed (mit László Bellák)
  - 1933 in Berlin: 3. Platz Einzel

- Nationale deutsche Meisterschaften
  - 1932 in Dresden: 2. Platz Einzel
  - 1948 in Göttingen: 3. Platz im Doppel mit Annemarie Schulz (BSG Osram Berlin)[1]

- Deutsche Mannschaftsmeisterschaften
  - 1937 in Frankfurt/Main: 1. Platz mit BSG Osram Berlin
  - 1938 in Berlin: 1. Platz mit BSG Osram Berlin

- Platzierungen in Ranglisten
  - 1929 - 9. Platz in Weltrangliste
  - 1931 - 1. Platz in deutscher Rangliste
  - 1932 - 1. Platz in deutscher Rangliste

## Turnierergebnisse
| Verband | Veranstaltung     | Jahr | Ort      | Land | Einzel        | Doppel        | Mixed         | Team |
| ------- | ----------------- | ---- | -------- | ---- | ------------- | ------------- | ------------- | ---- |
| GER     | Weltmeisterschaft | 1934 | Paris    | FRA  | letzte 32     | Viertelfinale | keine Teiln.  | 1    |
| GER     | Weltmeisterschaft | 1932 | Prag     | TCH  | Viertelfinale | Viertelfinale | letzte 16     |      |
| GER     | Weltmeisterschaft | 1931 | Budapest | HUN  | Silber        | Halbfinale    | Viertelfinale |      |
| GER     | Weltmeisterschaft | 1930 | Berlin   | FRG  | Viertelfinale | Viertelfinale | Viertelfinale |      |
| GER     | Weltmeisterschaft | 1929 | Budapest | HUN  | letzte 16     | Gold          | letzte 16     |      |